# Gustav von Tschermak-Seysenegg
Gustav Tschermak von Seysenegg (19 avril 1836 – 24 mai 1927) est un minéralogiste autrichien.

## Biographie
Gustav von Tschermak est né à Littau dans le district d'Olomouc en Moravie. Il fait ses études à l'université de Vienne, où il obtient un diplôme d'enseignement. Il étudie la minéralogie à Heidelberg et à Tübingen et obtient un PhD. Il retourne à Vienne comme lecteur en minéralogie et chimie, et est nommé en 1862 second vice-curateur du Cabinet Minéralogique Impérial, en devenant le directeur en 1868. Il démissionne de son poste de directeur en 1877.
Gustav von Tschermak a aussi été professeur de pétrographie à l'université de Vienne. Il est nommé professeur en 1873 et membre de l'Académie impériale des sciences, puis membre de l'Académie royale des sciences de Suède en 1905. Il meurt en 1927, à l'âge de 91 ans.

## Travaux
Il fit un important travail sur de nombreux minéraux et sur les météorites. Le minéral tschermakite a été nommé en son honneur. En 1871 il créa les Mineralogische Mitteilungen (Rapports minéralogiques), publiés après 1878 sous le nom Mineralogische und petrographische Mitteilungen (Rapports minéralogiques et pétrographiques). Parmi ses publications, on peut citer :
- Die Porphyrgesteine Oesterreichs (1869)
- Die mikroskopische Beschaffenheit der Meteoriten (1883)
- Lehrbuch der Mineralogie (1884; 5th ed. 1897) Digital 5th edition par la bibliothèque universitaire et d'État de Düsseldorf.

## Famille
Il eut deux fils, Armin von Tschermak-Seysenegg, professeur de physiologie et Erich von Tschermak-Seysenegg, botaniste, qui fut l'un des re-découvreurs des lois de Mendel en génétique.